# Villa Victor-Hugo
La villa Victor-Hugo est une voie du 16e arrondissement de Paris, en France.

## Situation et accès
La villa Victor-Hugo est une voie publique située dans le 16e arrondissement de Paris. Elle débute au 138, avenue Victor-Hugo et se termine en impasse.

## Origine du nom
Elle porte le nom de Victor Hugo (1802-1885), poète, dramaturge, écrivain et homme politique français.

## Historique
Cette voie est ouverte sous sa dénomination actuelle en 1904.